# Vitālijs Samoļins
Vitālijs Samoļins (Jelgava, 7 de març de 1990) és un jugador d'escacs letó, que té el títol de Mestre Internacional des de 2009.
A la llista d'Elo de la FIDE d'abril de 2015, hi tenia un Elo de 2397 punts, cosa que en feia el jugador número 14 (en actiu) de Letònia. El seu màxim Elo va ser de 2444 punts, a la llista de gener de 2008 (posició 1571 al rànquing mundial).
Samoļins ha guanyat el campionat absolut de Letònia en dues ocasions, els anys 2009 i 2012.
Vitālijs Samoļins ha jugat, representant Letònia, a les següents olimpíades d'escacs:
- El 2006, al segon tauler suplent a la 37a olimpíada a Torí (+3 −3 =0);
- El 2008, al primer tauler suplent a la 38a olimpíada a Dresden (+3 −0 =4).
- El 2012, al quart tauler a la 40a olimpíada a Istanbul (+2 −4 =1).[6]